# (18021) Waldman
(18021) Waldman (1999 JH127) – planetoida z grupy pasa głównego asteroid okrążająca Słońce w ciągu 4,55 lat w średniej odległości 2,74 j.a. Odkryta 13 maja 1999 roku.
Sarah Elyse Waldman była uczennicą szkoły średniej, która uzyskała nagrodę w konkursie naukowym.